# Överlevnadsask

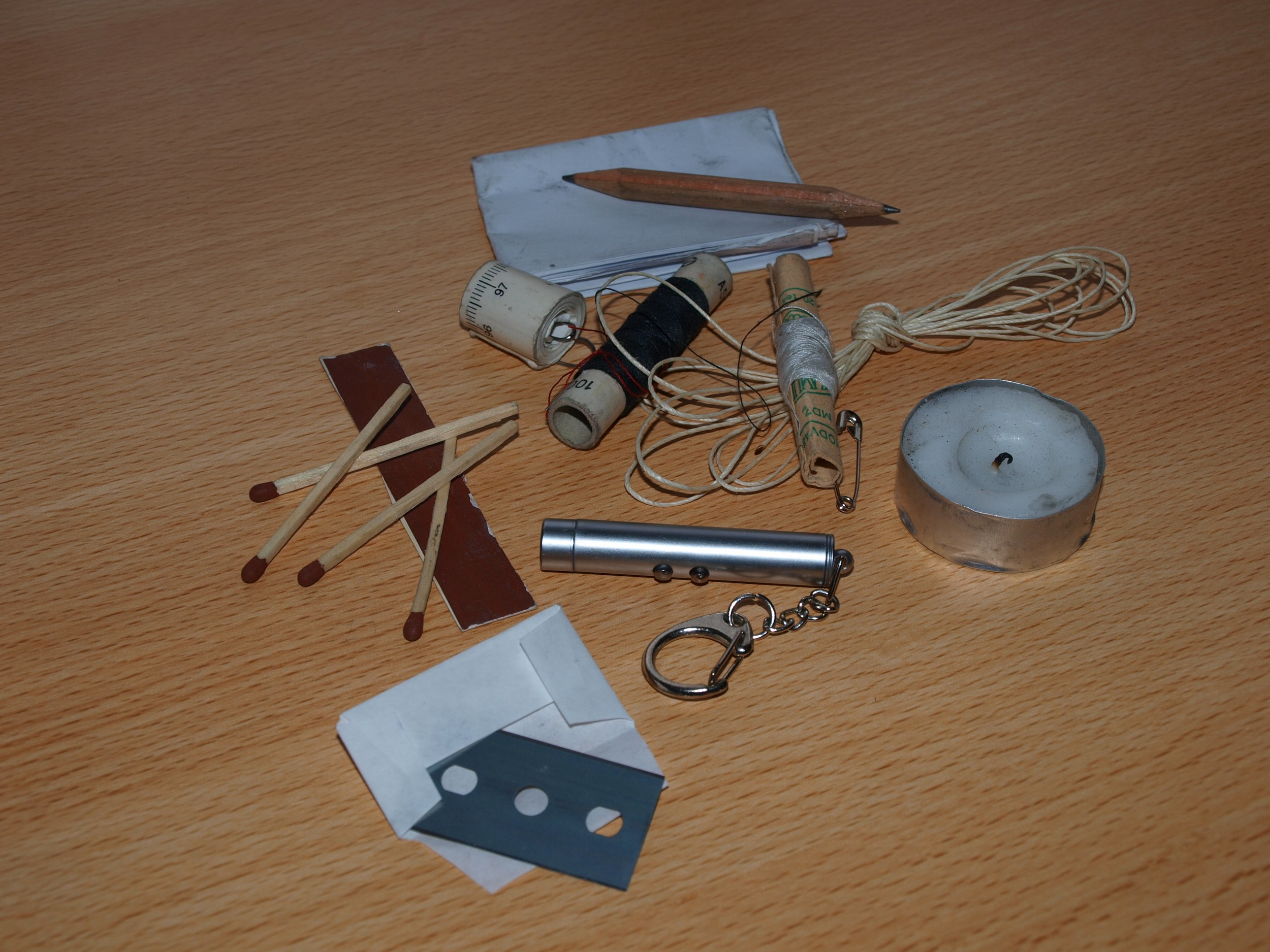
Exempel på innehåll i en överlevnadsask

En överlevnadsask, även nödask, är en förvaringslåda i fickstorlek och som innehåller några viktiga föremål som kan underlätta i nödsituation. Den kan innehålla:
- tändstickor
- levande ljus av stearin eller talg
- tändstål
- förstoringsglas
- synål och sytråd
- metkrokar och metrev
- kompass
- betaljus
- metalltråd till snaror
- trådsåg
- sjukvårdsutrustning (smärtlindring, tarmlugnande medel, antibiotika, antihistaminer, vattenreningstabletter, antimalariatabletter, kaliumpermanganat)
- skalpellblad
- plåstersuturer
- plåster
- kondom (som vattenbehållare)